# Хандбален клуб ЦСКА
Хандбален клуб ЦСКА е български спортен клуб по хандбал, който поддържа мъжки и женски отбор.

## История
Началото на организирания хандбал в ЦСКА е поставено през месец октомври 1962 г., когато се извършва обединението на съществуващите дотогава ЦДНА и ДФС „Червено знаме“. С това се дава началото на детско-юношеската школа на ЦСКА по хандбал, която в по-късен етап се утвърждава като водеща в България.
Първият мъжки отбор по хандбал към обединеното дружество ЦСКА „Червено знаме“ е създаден през месец април 1964 г., когато командирования от ВИФ „Г. Димитров“ студент Михаил Сърбинов създава организацията на отбор, който да участва в Спартакиада на клубовете през лятото на същата година. В отбора през различните години, за да отбият военната си служба, са преминавали почти всички по-известни и емблематични имена в българския хандбал.
За участие в Спартакиадата женски хандбален отбор е събран от състезателки от други спортове, предимно скиорки от алпийските дисциплини и ски бяганията, които по това време през лятото нямат състезания, а от друга страна са изучавали хандбал в университета. През есента на същата година за треньор на женския отбор е назначен Тотю Вълчев, който участва и като сътезател при мъжете.
През 1965 г. на финалните състезания в Тутракан юношите на ЦСКА печелят първите медали (сребърни), като губят на финала с 1 гол разлика от отбора на Септември (София) .
В края на месец януари 1969 год. се извършва обединението на ЦСКA „Червено знаме“ и „Септември“. Не закъсняват и резултатите на обединените отбори, чиито треньори започват да работят много продуктивно и резултатно.
Истинските успехи на подрастващите идват на Спартакиадата през 1970 г. в Толбухин (Добрич). Първите републикански шампиони за ЦСКА са децата до 14 години. Само 25 дни след първите шампиони златните медали печелят и юношите младша възраст до 16 години. Шампионки са и девойките старша възраст, а юношите старша възраст заемат 2-ро място. В основата на успехите са много тренировки и прословутият шампионски манталитет на ЦСКА.
10 години след създаването на хандбала в ЦСКА, клубът печели и първата си титла. Шампион през 1973г. става женският отбор. След тази първа титла, жените печелят шампионата още 11 пъти. Печелят също и 8 Купи на България. Постепенно и мъжкият отбор започва да дава отпор на водещите клубове в хандбала. През 1970 г. са отпуснати и първите щатни бройки - Спас Бонев и Ангел Ганчев. На Спартакиадата през 1974 г. са спечелени първите медали - (сребърни) и вицешампионска титла. През същата година към мъжкия състав се присъединяват и юношите Николай Георгиев (Кайо) Димитър Николов (Мечката) и Валентин Денчев (Тенджи), спечелили златни медали във всички възрастови групи,  през които са преминали. Така школата, създадена през 60-те, през 1976 г. за пръв път печели шампионската титла при мъжете. Навсякъде неизменно отборът е подкрепян от червените фенове, които често са като допълнителен играч.
След паметна първа титла мъжкият отбор успява да стане шампион още 9 пъти. Спечелени са шампионските титли през 1978, 1979, 1981, 1983, 1984, 1987, 1989, 1990 и 1991 год. Спечелена е и Купата на България 10 пъти.
Николай Георгиев, Цвятко Начев, Рами Акулов, Станислав Пейков, Емил Търкаланов, Марин Маринов, Симеон Блажев, Христофор Митев, Росен Давидков, Иван Колайлъков, Станимир Джемперлиев, Симеон Христов, Веселин Петров, Славчо Георгиев и много други записват своите имена в плеадата шампиони с червената фланелка.
Състезателите на ЦСКА дълги години са и гръбнакът на националните отбори. През годините в редиците на ЦСКА дори е имало повече национали, отколкото са титулярните състезатели. Хандбалните отбори на ЦСКА имат и много сериозни успехи на международната сцена, като те са постигнати основно през 70-те и 80-те години, когато ЦСКА е фактор в европейския хандбал. И при мъжете, и при жените ЦСКА има няколко четвърфинала в турнирите за Купата на националните купи и за Купата на европейските шампиони.
В периода 1976 – 1991 г. ЦСКА печели над 40 трофея и прави няколко пробива в европейските клубни турнири, включително полуфинал при жените. Мъжкият отбор на ЦСКА достига до забележително постижение – 82 поредни победи във всички турнири в рамките на почти две години. Серията завършва със загуба на осминафинал за Купата на европейските шампиони.
След последната шампионска титла на женския отбор през 1992 г. и последната Купа на България, спечелена от мъжкия отбор през 2002 г., отборите в различните възрастови категории в школата на ЦСКА постепенно намаляват, а с тях и успехите на отбора.

## Успехи

### Мъже
- 10 пъти шампион на България по хандбал-мъже – 1976, 1978, 1979, 1981, 1983, 1984, 1987, 1989, 1990, 1991
- 10 пъти носител на Купата на България по хандбал-мъже – 1981, 1982, 1984, 1985, 1987, 1988, 1990, 1991, 1992, 2002

### Жени
- 12 пъти шампион на България за жени – 1973, 1974, 1975, 1976, 1978, 1983, 1985, 1987, 1989, 1990, 1991, 1992
- 8 пъти носител на Купата на България по хандбал – 1975, 1976, 1982, 1984, 1985, 1988, 1989, 1992